# Gabriel Tiacoh

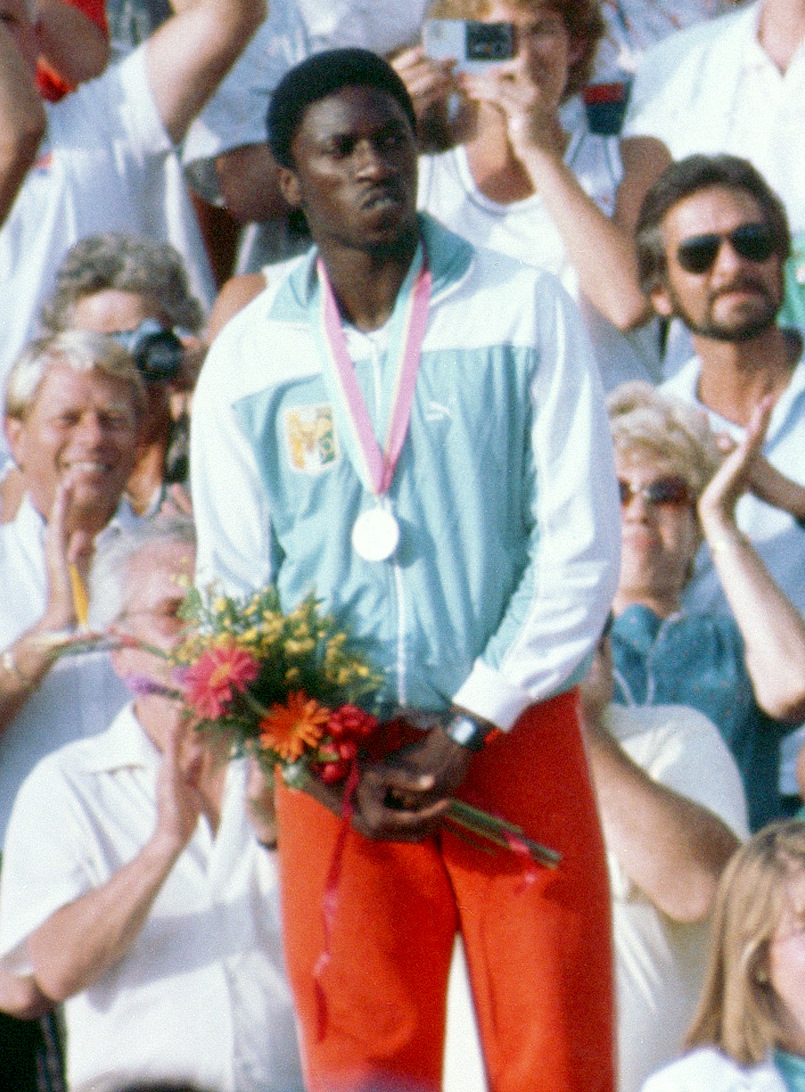
Tiacoh in Los Angeles 1984

Gabriel Tiacoh (* 9. Februar 1963 in Abidjan; † 2. April 1992 in Atlanta, Georgia) war ein ivorischer Sprinter, dessen Spezialstrecke der 400-Meter-Lauf war.
1983 erreichte er bei den Leichtathletik-Weltmeisterschaften in Helsinki das Halbfinale. Im Jahr darauf siegte er bei den Leichtathletik-Afrikameisterschaften in Rabat und wurde bei den Olympischen Spielen in Los Angeles mit dem Afrikarekord von 44,54 s Zweiter hinter dem US-Amerikaner Alonzo Babers (44,27 s).
1985 gewann er bei den Afrikameisterschaften in Kairo Silber, und 1986 verbesserte er zweimal den Afrikarekord auf 44,32 s und 44,30 s und war der Weltjahresbeste auf seiner Strecke. Bei den Weltmeisterschaften 1987 wurde er Siebter. 1988 folgte einer weiteren Silbermedaille bei den Afrikameisterschaften in Annaba das Aus im Viertelfinale bei den Olympischen Spielen in Seoul. Wie schon 1984 erreichte er mit der ivorischen Mannschaft in der 4-mal-400-Meter-Staffel das Halbfinale.
1989 wurde er Sechster bei den Leichtathletik-Hallenweltmeisterschaften in Budapest und errang seinen zweiten Titel bei den Afrikameisterschaften in Lagos.
Gabriel Tiacoh war 1,80 m groß und wog 75 kg. Am 4. April 1992 starb er an Meningitis.

## Persönliche Bestzeiten
- 400 m: 44,30 s, 7. Juni 1986, Indianapolis
  - Halle: 46,15 s, 1. Februar 1986, Moskau